# Ścięcie śmierci

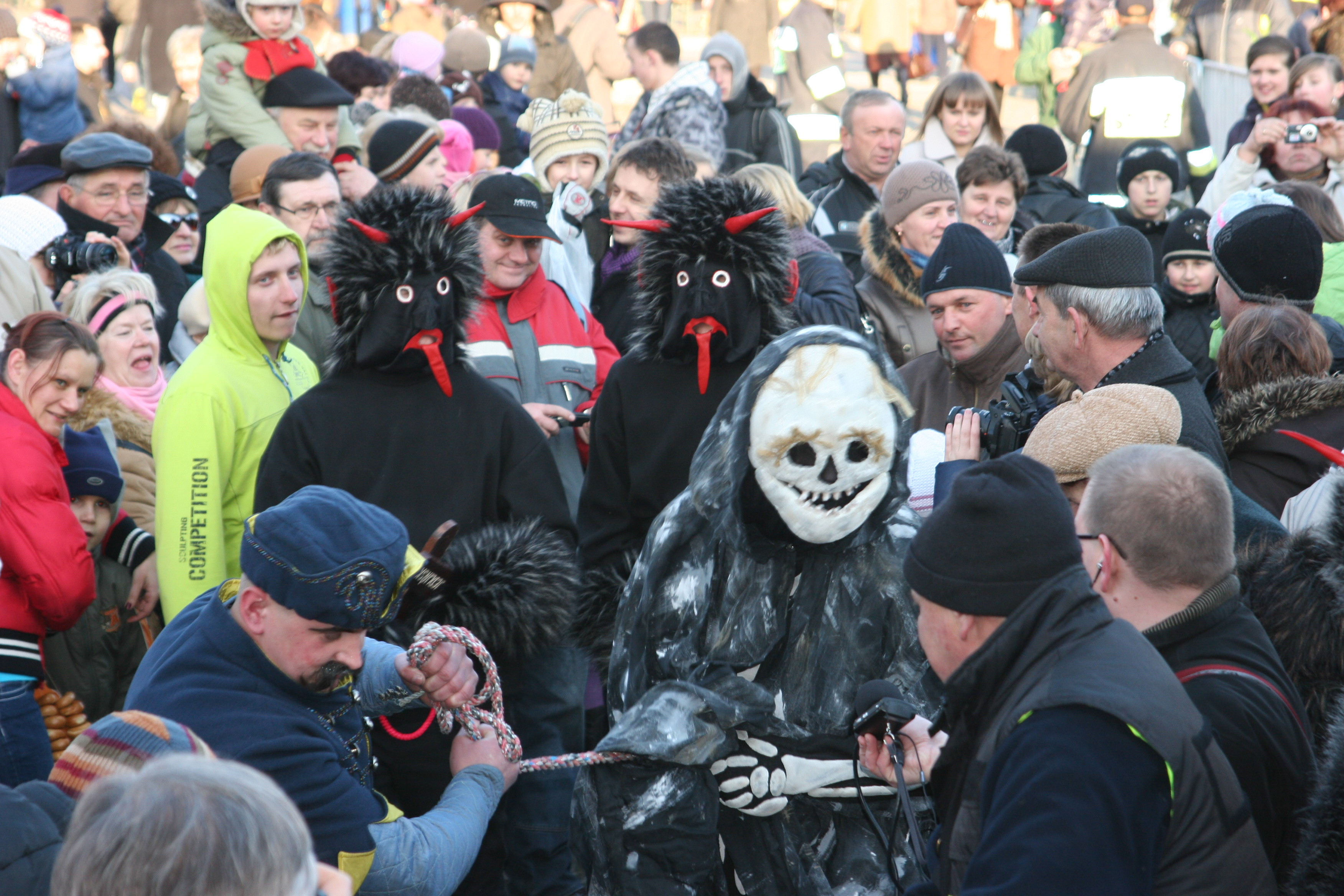
Ścięcie Śmierci

Ścięcie śmierci (inaczej Jedlińskie Kusaki) – obrzęd ludowy, obchodzony corocznie w Jedlińsku w ostatni wtorek przed wielkim postem.

## Przebieg obrzędu

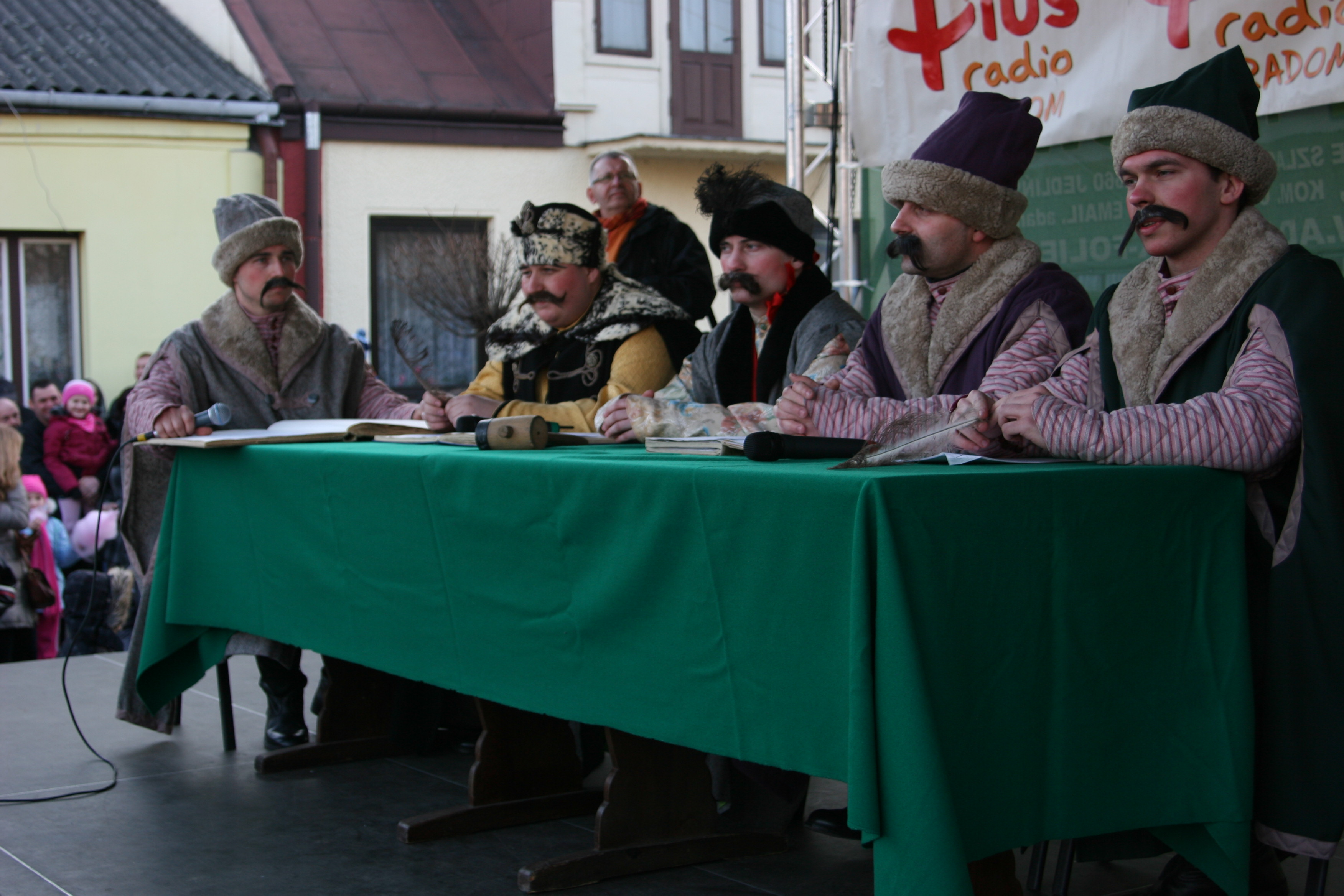
Sąd nad Śmiercią w Jedlińsku

Według legendarnej opowieści, odtwarzanej podczas karnawału na jedlińskim rynku: W zapustny wtorek mieszkańcy Jedlińska poruszeni wiadomością przekazaną przez Kantego, odźwiernego w kościele, że śmierć upiwszy się w kusaki zgubiła kosę w Tocznem i śpi pod Spaloną Groblą, wyruszają prowadzeni przez Kantego na podmiejskie łąki, gdzie mocno ją wiążą postronkami, a następnie w triumfalnym pochodzie prowadzą do osiedla. Poinformowany o złapaniu śmierci burmistrz wraz z ławnikami oczekiwał na rynku miejskim przybycia orszaku. Zaczyna się rozprawa w sądzie. Śmierć zostaje oskarżona przez gawiedzią. Wysłuchawszy oskarżeń sąd wydaje wyrok i wzywa kata. Straszy on karami tych, którzy nie będą postępować zgodnie z prawem. Skończywszy mowę, kat ścina głowę śmierci, z której sypie się popiół, a z fałdów śmiertelnej koszuli wyskakuje czarny kot – wyobrażenie duszy. Po ścięciu na szafocie pojawia się anioł ostrzegający wszystkich, że śmierć nadal zbierać będzie swoje plony. Kat kładzie zwłoki śmierci na sanie, ciągnięte przez dzieci i dorosłych. Objechawszy osadę, dostarczają zwłoki burmistrzowi, aby spisać akt zgonu. Następnie odprawiają śmierci pogrzeb w karczmie, bawiąc się i tańcząc do północy.     
Od rana na ulice Jedlińska wychodzą przebierańcy, zwani kusakami. Wszystkie postaci, w tym także kobiece, grają mężczyźni. Najliczniejszą grupę przebierańców stanowią diabły.

## Historia i badania
Pierwsza wzmianka o obrzędzie pojawiła się 22 lutego 1860 r. w warszawskiej Gazecie Codziennej. Był to przedruk listu księdza Jana Kloczkowskiego, ówczesnego proboszcza parafii w Jedlińsku, który opisuje zapustne widowisko. Jednakże początki tego zwyczaju są znacznie wcześniejsze. Ścinanie śmierci jest obrzędem kończącym karnawał, ale i zimę (według niektórych teorii początków zabawy można szukać już w XVI lub XVII wieku, gdy w różnych stronach Polski i Europy niszczono kukły uosabiające zimę poprzez ich ścinanie, topienie bądź palenie).

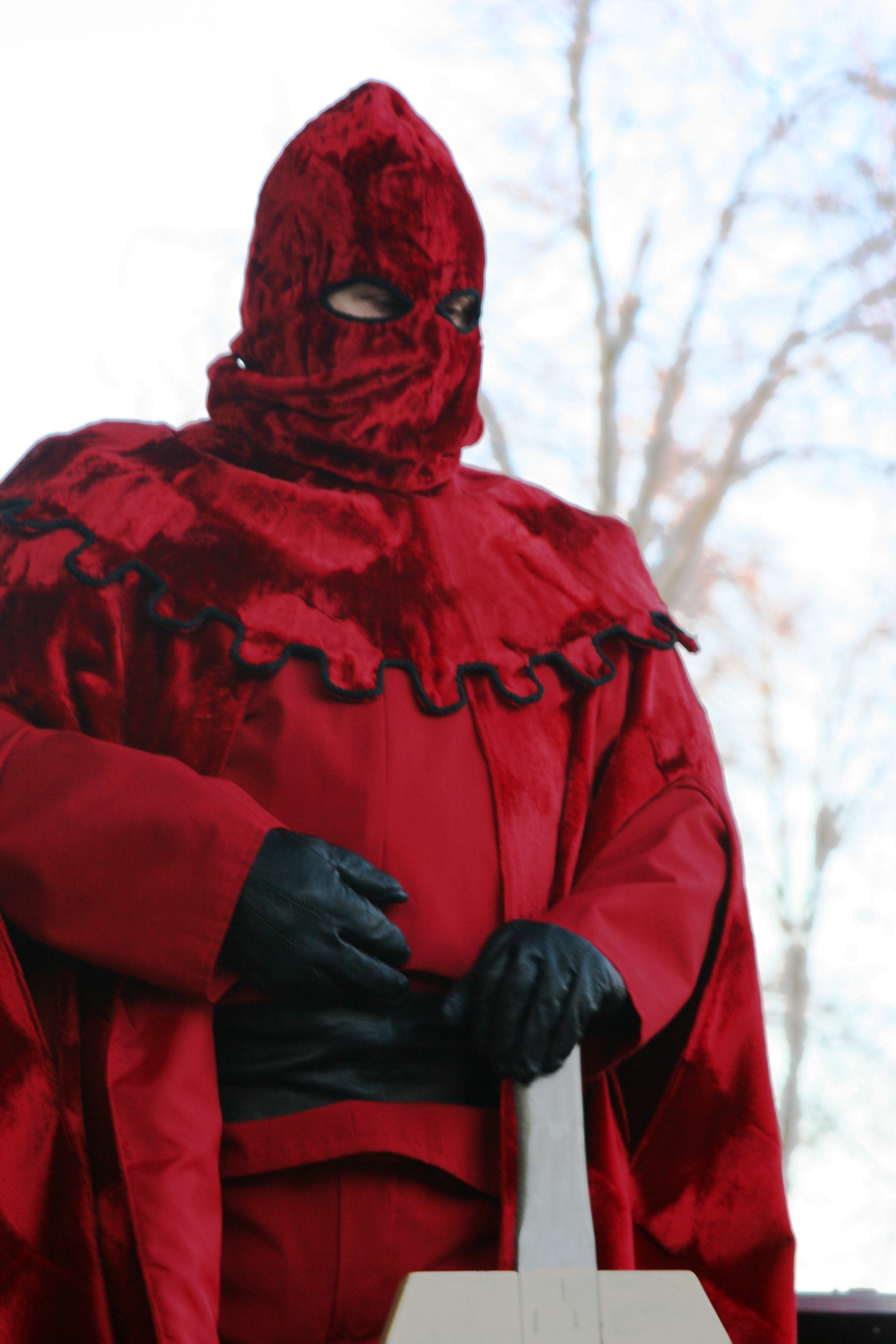
Postać kata w widowisku "Ścięcie śmierci" w Jedlińsku

Pewna część badaczy uważa jednak, że nie należy łączyć tego widowiska z ludowymi obrzędami wypędzania zimy, ze względu na ukształtowanie się go w czasach, gdy Jedlińsk był jeszcze miastem
W porównaniu z większością polskich praktyk karnawałowych, Ścięcie śmierci ma najbardziej sceniczny charakter, z wyraźnym podziałem na aktorów i widownię. Nie jest to jednak odtworzenie karnawału na scenie, lecz element wpisany w przebieg samego widowiska w postaci odgrywanej przed publicznością rozprawy sądowej, odnotowany już w pierwszych XIX-wiecznych relacjach. Upodabnia to karnawał w Jedlińsku do wielu miejskich karnawałów zachodnioeuropejskich.